# Giannella
Giannella est une frazione située sur la commune de Orbetello, province de Grosseto, en Toscane (Italie).

## Description
Giannella est situé sur un isthme de la lagune d'Orbetello, le Tombolo de Giannella, qui relie la terre ferme par le promontoire de Monte Argentario, à une distance de 41 km de Grosseto et de 8 km d'Orbetello. Le village est une station balnéaire moderne avec toutes les facilités, les hôtels et campings, bien peuplé pendant l'été et avec environ 160 résidents permanents tout au long de l'année. Il est situé dans la partie sud du tombolo, à la frontière avec la municipalité de Monte Argentario, et est bien desservi par la marina de Santa Liberata.

## Lieux dignes d'intérêt
Le village est situé dans un environnement préservé dans la lagune d'Orbetello. Près du hameau le Casale della Giannella (ou Casale spagnolo) est un complexe architectural construit comme une tour côtière dans la seconde moitié du XVIe siècle par renforcer le système de défense côtière de l'État des Présides. Le complexe abrite aujourd'hui le Centre pour l'éducation environnementale Aurelio Peccei, fondée en 1989, et accède au refuge  du WWF situé dans le tombolo.